# Benediktinerabtei Pluscarden

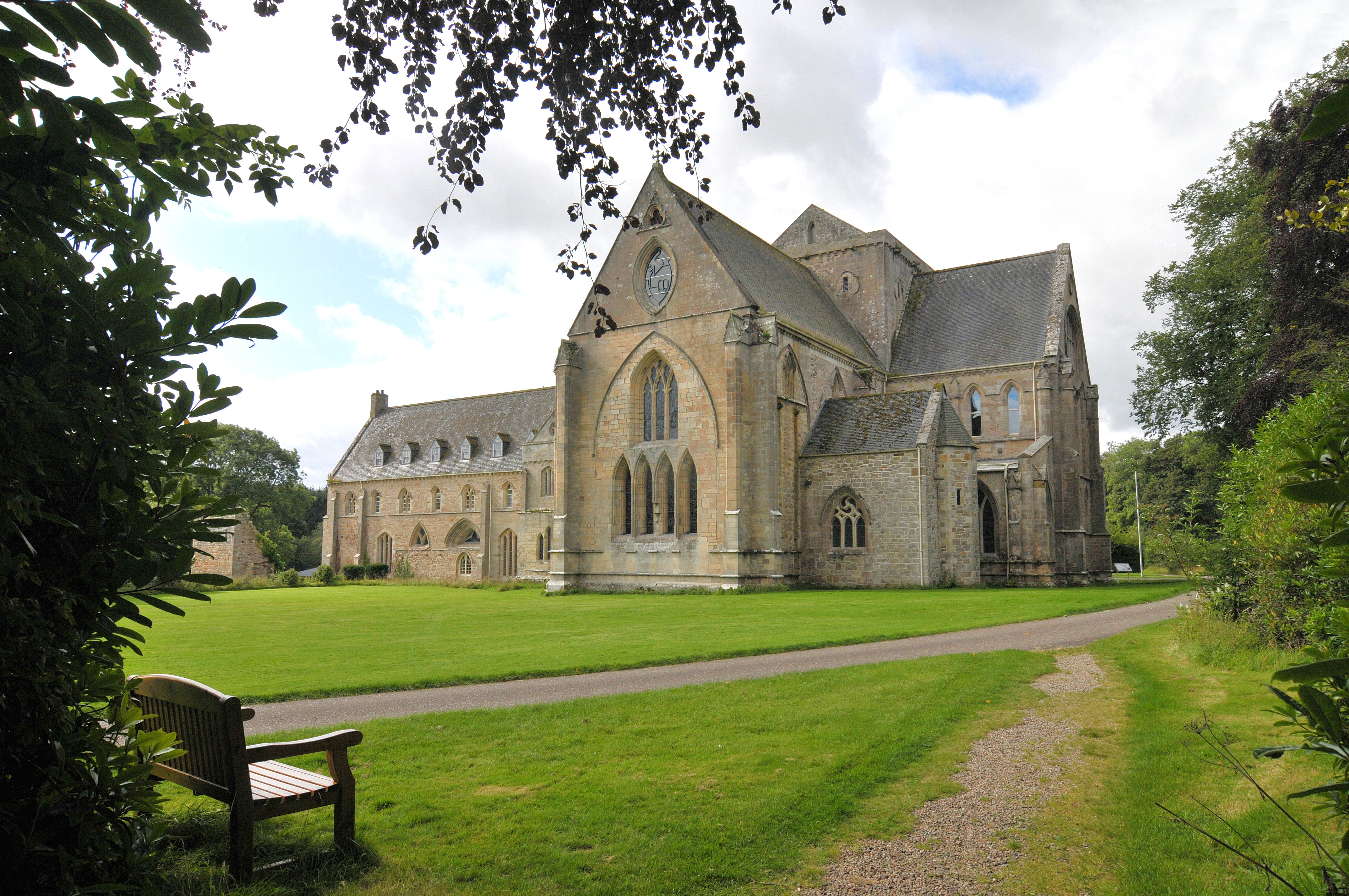
Abtei Pluscarden; von der mittelalterlichen Kirche sind nur Chor und Teile des Querhauses (transept) erhalten.

Die Benediktinerabtei Pluscarden (englisch: Pluscarden Abbey) ist seit dem Jahr 1948 ein Kloster der Benediktiner bei der Stadt Elgin (Bistum Aberdeen) in Schottland.

## Geschichte
Um das Jahr 1230 gründete das burgundische Kloster Val-des-Choues im heutigen schottischen Verwaltungsbezirk Moray südwestlich der Stadt Elgin das Priorat Pluscarden, das 1454 mit dem Benediktinerpriorat Urquhart (zur Abtei Dunfermline gehörig) vereint wurde. Ab 1561 standen ihm offiziell Kommendatarprioren vor, ab 1595 war es in Laienbesitz. Als es 1943 vom Besitzer, Lord Colum Crichton-Stuart (1886–1957), gestiftet wurde, gründete die Benediktinerabtei Prinknash 1948 das Priorat Abbey of our Lady and St John the Baptist and St Andrew, das im Jahr 1966 unabhängig und 1974 zur Abtei erhoben wurde. Der Konvent besteht aus 22 Mönchen. Pluscarden ist das einzige mittelalterliche Kloster in Großbritannien, das heute von Mönchen bewohnt ist.